# Look Mickey
Look Mickey («Mira Mickey», también conocido como Look Mickey!) es un óleo sobre lienzo de 1961 de Roy Lichtenstein. Ampliamente considerado como el puente entre su expresionismo abstracto y sus obras de arte pop, destaca por su humor irónico y valor estético, además de ser el primer ejemplo del empleo por parte del artista de puntos Ben-Day, globos de diálogo e imágenes cómicas como fuente de una pintura. La pintura fue legada a la Galería Nacional de Arte de Washington D. C. tras la muerte de Lichtenstein.
Basándose en sus dibujos de personajes de tiras cómicas de finales de la década de 1950, Look Mickey marca el primer empleo completo de técnicas pictóricas de Lichtenstein para reproducir representaciones casi fieles de la cultura pop y así satirizar y comentar sobre el proceso de producción en masa de imágenes visuales en desarrollo en ese momento. En esto, Lichtenstein fue pionero en un motivo que se volvió influyente no sólo en el arte pop de la década de 1960, sino también en el trabajo de los artistas actuales. Lichtenstein toma prestado un libro de cuentos ilustrado del Pato Donald, que muestra a Mickey Mouse y el Pato Donald durante un percance de pesca. Sin embargo, realiza modificaciones significativas a la fuente original, incluida la modificación de la combinación de colores y la perspectiva, mientras parece hacer declaraciones sobre sí mismo.
La obra data de la primera exposición individual de Lichtenstein y los críticos de arte la consideran revolucionaria tanto como una progresión del arte pop como una obra de arte moderno en general. Posteriormente se reprodujo en su pintura de 1973 Artist's Studio: Look Mickey, que muestra la pintura colgada de manera prominente en una pared enfrentada del estudio de Lichtenstein.

## Trasfondo

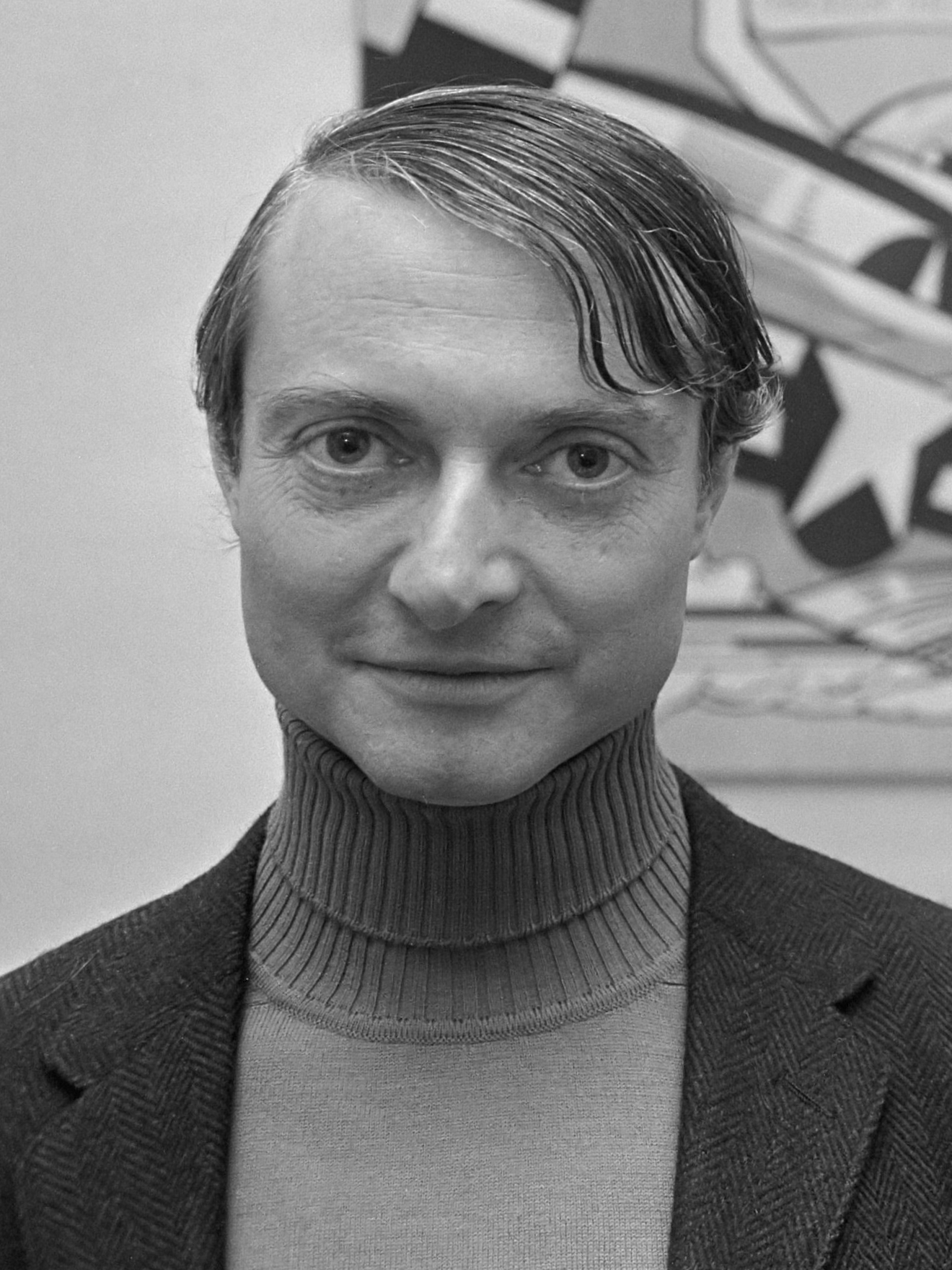
Roy Lichtenstein en 1967.

A finales de los años cincuenta y principios de los sesenta, varios pintores estadounidenses comenzaron a adaptar las imágenes y los motivos de las historietas a sus obras. Lichtenstein estaba entre ellos, y en 1958 comenzó a realizar dibujos de personajes de historietas. Andy Warhol produjo sus primeras pinturas con este estilo en 1960. Lichtenstein, sin conocer el trabajo de Warhol, produjo Look Mickey y Popeye en 1961. Las obras de Lichtenstein de 1961, especialmente Look Mickey, se consideran un paso menor con respecto a su anterior arte pop en tiras cómicas.
Según la Fundación Lichtenstein, Look Mickey se basó en la serie Little Golden Book. La Galería Nacional de Arte señala que la fuente se titula Donald Duck Lost and Found, escrito en 1960 por Carl Buettner y publicado a través de Disney Enterprises. La imagen fue ilustrada por Bob Grant y Bob Totten. Una teoría alternativa sugiere que Look Mickey y Popeye eran ampliaciones de envoltorios de chicle. Esta imagen marcó la primera de numerosas obras en las que Lichtenstein recortó su fuente para acercar al espectador a la escena.
Varias historias pretenden contar el momento de inspiración de Look Mickey. La crítica Alice Goldfarb Marquis escribe que el artista recordó a uno de sus hijos señalando un cómic y desafiando: «Apuesto a que no puedes pintar tan bien». Otro dice que la pintura fue el resultado de un esfuerzo por demostrar sus habilidades tanto a su hijo como a sus compañeros de clase, quienes se burlaban de los resúmenes difíciles de comprender de Lichtenstein. El pintor estadounidense Allan Kaprow le dijo una vez a Lichtenstein, en referencia a un envoltorio de Bazooka Dubble Bubble Gum: «No se puede enseñar el color con Cézanne, sólo se puede enseñar con algo como esto». Lichtenstein luego le mostró una de sus imágenes del Pato Donald.
Durante la fase del cómic de su carrera, Lichtenstein a menudo alteraba ligeramente la coloración de la fuente original. Según Marco Livingstone, sus primeros temas cómicos comprenden un «estilo suelto e improvisado claramente derivado de De Kooning». El historiador de arte Jonathan Fineberg describe una pintura de Lichtenstein de 1960 como una «... imagen expresionista abstracta con Mickey Mouse, relacionada estilísticamente con las mujeres de Kooning». Cuando Leo Castelli vio las grandes obras basadas en historietas de Lichtenstein y Warhol, decidió mostrar solo las de Lichtenstein, lo que provocó que Warhol creara la serie Campbell's Soup Cans para evitar competir con el estilo más refinado de cómics que Lichtenstein estaba produciendo en ese momento. Una vez dijo: «Tengo que hacer algo que realmente tendrá un gran impacto, que será lo suficientemente diferente de Lichtenstein y James Rosenquist, que será muy personal, que no parecerá que estoy haciendo exactamente lo que ellos están haciendo». La incursión de Lichtenstein en el cómic provocó el abandono del tema por parte de Warhol. Aunque Lichtenstein continuó trabajando con fuentes cómicas, después de 1961 evitó fuentes fácilmente identificables como Popeye y Mickey Mouse.
Durante el otoño de 1961, Allan Kaprow, profesor de la Universidad Rutgers, presentó a Lichenstein al marchante de arte Ivan Karp, director de la Galería Leo Castelli. Lichtenstein le mostró a Karp varios cuadros, pero no Look Mickey. En cambio, lo impresionó con Girl with Ball, y Karp decidió representar a Lichtenstein unas semanas más tarde.

## Descripción
La pintura es una de las primeras obras no expresionistas de Lichtenstein y marca su empleo inicial de puntos Ben-Day que utilizó para darle un efecto de semitono «industrial». La pintura es el primer uso que hace de un globo de diálogo y cómics como material fuente. La obra tiene marcas de lápiz visibles y se realizó utilizando un cepillo de perro de cerdas de plástico para aplicar la pintura al óleo sobre el lienzo. En el momento de su muerte, Look Mickey era considerado el trabajo revolucionario de Lichtenstein.
| «Un día se me ocurrió hacer algo que pareciera lo mismo que una ilustración de cómic sin emplear los símbolos del arte entonces vigentes: la pintura gruesa y fina, la línea caligráfica y todo lo que se había convertido en el sello distintivo de la pintura en los años 1940 y 1950. Haría marcas que recordarían una tira cómica real». ——Lichtenstein sobre la germinación de su estilo |

Al reproducir una ilustración producida en masa en un estilo pictórico, Lichtenstein simplifica reduciendo la composición a colores primarios, lo que sirve para acentuar su atractivo para las masas y en gran medida le da el aspecto «pop». Normalmente, los puntos Ben-Day permiten al artista producir una variedad de colores utilizando puntos de unos pocos colores para dar la ilusión de una paleta más amplia. Al mezclar puntos de diferentes colores, como en una impresora de inyección de tinta, unos pocos colores pueden crear un amplio espectro utilizando sólo un número limitado de tonos primarios. Lichtenstein, como pintor y no como impresor de producción en masa, es capaz de evitar esto, logrando sus tonos de color individuales sin mezclar los tonos existentes. En cambio, para cada color que quería incluir en una obra, utilizaba ese color de pintura.
Lichtenstein hizo varias modificaciones a la obra original: eliminó varias figuras y giró el muelle para que Donald mire hacia un lado y no hacia el final. Al mismo tiempo, mantuvo a Donald y Mickey casi en las mismas posiciones que en el original. Lichtenstein no sólo rediseñó el espacio, sino que también alteró la posición del cuerpo y la caña de pescar de Donald y eliminó los signos de estrés y esfuerzo. También agrega un globo de diálogo, lo que hace que Donald parezca no darse cuenta de que no ha logrado lanzar su vara. Walt Disney dijo sobre el pato Donald: «Tiene una boca grande, un ojo grande y beligerante, un cuello retorcido y un trasero sustancial que es muy flexible. El pato casi es el tema ideal del animador». La pintura de Lichtenstein refleja muchos de estos rasgos físicos.
En comparación con la fuente original, Donald se inclina más hacia el agua y Mickey menos. La cara de Mickey está más sonrojada. La composición incorpora algunas de las debilidades de la impresión de cómics, incluida la desalineación de los contornos de las olas con el cielo amarillo para dar lugar a un área de espacio en blanco.

## Interpretación
La reproducción a gran escala de un fotograma de una historieta se consideró radical y revolucionaria en su momento. Los críticos aplaudieron la alegría, el humor inherente y la irreverencia de la obra. Según Diane Waldman del Museo Solomon R. Guggenheim, «Look Mickey es una comedia amplia y cae en la categoría de payasadas ...». En el obituario de Lichtenstein, el crítico de Los Angeles Times, Christopher Knight, describió la obra como «un riff astutamente hilarante del expresionismo abstracto». Las ligeras alteraciones de Lichtenstein en su «claridad lineal y color», escribe el crítico, aumentan su valor estético y su grandeza, reforzada por su elección de escala. Un error común sobre Lichtenstein proviene del hecho de que en sus obras más conocidas, su meticuloso enfoque de la pintura está deliberadamente disfrazado porque superficialmente busca que sus pinturas parezcan facsímiles de íconos de la cultura pop producidos industrialmente. Graham Bader escribió que «la pintura de Lichtenstein, de hecho, parece más el producto de una fabricación industrial que la imagen pulp en la que se basa». Look Mickey se considera autorreferencial en el sentido de que el artista está pintando algo a través de lo cual el espectador puede ver elementos del artista.

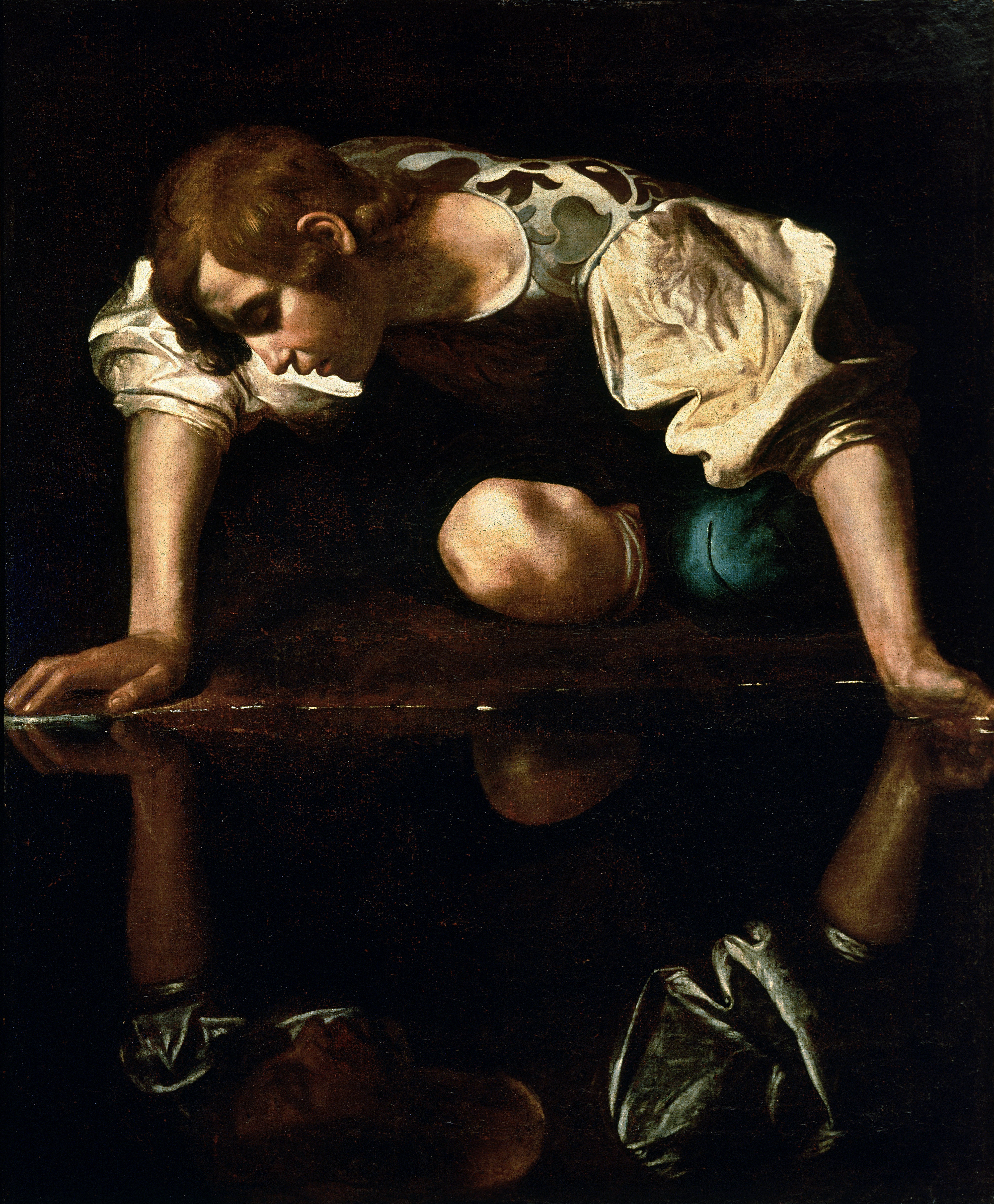
Look Mickey tiene elementos reflectantes que recuerdan al Narciso de Caravaggio.

Bader observa que Look Mickey se preocupa tanto por el proceso artístico como por las nuevas técnicas pictóricas de Lichtenstein. Cree que puede considerarse un autorretrato en el sentido de que «sitúa explícitamente al propio autor de la pintura dentro del circuito narcisista encerrado en sí mismo en su centro». La pintura muestra a Donald mirando el agua reflectante en la firma azul 'rfl' de Lichtenstein «como una especie de sustituto del creador de la imagen», de una manera que recuerda al Narciso de Caravaggio, en el que el sujeto contempla su propio reflejo en el agua. Esto se ve como una alegoría de la posición de Lichtenstein como artista entrenado para desarrollar sus instintos realistas a pesar de la prominencia del expresionismo abstracto. Visto de esta manera, Mickey actúa como el superyó «modernista de vanguardia» que se eleva sobre Lichtenstein y se ríe de sus esfuerzos retrógrados.
Lichtenstein usa puntos rojos de Ben-Day para colorear la cara de Mickey. Según algunos críticos de arte, esto le da al personaje la apariencia de sonrojarse. Otras interpretaciones son que la coloración es simplemente pigmentación de la piel o que es el tono asociado con un «brillo saludable», ya que históricamente Mickey ha sido visto como una criatura con piel en lugar de pelaje. Otra interpretación, respaldada por la fuente original en la que Mickey dice que si Donald puede pescar el pescado, podrá almorzarlo, es que la cara de Mickey está roja debido al esfuerzo necesario para contener su incredulidad y risa mientras experimenta su divertida superioridad. Quienes se adhieren a la interpretación sonrojada se sienten reforzados por las manchas desiguales de los puntos rojos, pero otros se apresuran a señalar que la técnica de puntos Ben-Day de Lichtenstein todavía se encontraba en una etapa primitiva. No desarrolló el uso de una plantilla (es decir, la técnica de presionar la pintura líquida sobre la superficie a través de una pantalla de puntos) para presentar puntos distribuidos uniformemente hasta 1963.
| Es precisamente esta tensión (entre la sensación intensificada y el entumecimiento absoluto, la exuberancia corporal y el adormecimiento de la experiencia sensorial) la que anima a Look Mickey. —Graham Bader |

Graham Bader, al describirlo como el motor de la narrativa de la pintura, señala la intriga creada por la yuxtaposición del elevado sentido de percepción visual de Donald en relación con su captura anticipada, y su adormecido sentido de la percepción táctil en lo que se refiere a tener un anzuelo de pesca en la parte de atrás de su propia camisa. En este sentido, Lichtenstein ha elegido representar una fuente que tiene como tema una división entre una conciencia visual elevada y un sentido del tacto ausente:

Donald es un sujeto explícitamente dividido, toda experiencia sensorial en un extremo y, literalmente, entumecimiento en el otro (y, visualmente, todo profundidad y todo plano; ya que el rostro de Donald es, con mucho, el elemento espacialmente más ilusionista de la pintura, mientras que su chaqueta atrapada, fusionado con las ondas esquemáticas detrás de él, enfáticamente una de las más planas). De hecho, Donald es un retrato de precisamente la separación de la vista y el sentimiento, visión y tacto... Lo que divide la visión y el tacto en Mira Mickey, lo que marca este cambio entre ellos, es el texto: las palabras que Donald (y Lichtenstein) introducen en la escena, y por el que pasa el palo-cepillo del pato antes de engancharse en su propio trasero.
Bader

Lichtenstein exploró con frecuencia temas relacionados con la visión después de comenzar a trabajar en el género del arte pop; Los primeros ejemplos incluyen I Can See the Whole Room...and There's Nobody in It! y Look Mickey. En esta pintura, los ojos grandes de Donald indican su creencia de que ha atrapado algo grande, mientras que los ojos pequeños de Mickey indican su incredulidad de que Donald haya atrapado algo significativo. Como las obras de Lichenstein con sujetos que miran a través de un periscopio (Torpedo...Los!), un espejo (Girl in Mirror) o una mirilla (I Can See the Whole Room ... and There's Nobody in It!), Look Mickey, con un sujeto que mira su reflejo en el agua es un ejemplo destacado del tema de la visión. Utiliza la narrativa para enfatizar este motivo, al tiempo que presenta varios elementos visuales.

## Legado
La pintura se incluyó en la primera exposición individual de Lichtenstein en la Galería Leo Castelli, una muestra en la que todas las obras se habían vendido previamente antes de su inauguración en febrero de 1962. La exposición, que se desarrolló del 10 de febrero al 3 de marzo de 1962, incluido Engagement Ring, Blam y The Refrigerator. Incluyó la pintura en su Artist's Studio—Look Mickey (1973), mostrándolo colgado de manera destacada en la pared del espacio pictórico destinado a representar su estudio como el estudio ideal, e implicando que su popularidad entre la crítica y el público ratifica su elección de temática de cultura popular. Muchos años después, reflexionando sobre Look Mickey, dijo:

Se me acaba de ocurrir la idea de hacer [una pintura de dibujos animados] sin alteración aparente... y realmente hice uno casi medio en serio para tener una idea de cómo se vería. Y mientras pintaba esta pintura me interesé en organizarla como una pintura y la llevé a una especie de conclusión como una declaración estética, algo que en realidad no había pretendido hacer para empezar. Y luego volví a mi otro tipo de pintura, que era bastante abstracta. O lo intenté. Pero tenía esta caricatura en mi estudio y era demasiado formidable. No podía apartar los ojos de ello, y en cierto modo me impedía pintar de cualquier otra manera, y luego decidí que esto era realmente serio... Diría que lo tuve en mi caballete durante una semana. Sólo me gustaría ver cómo era. Intenté convertirlo en una obra de arte. No estaba tratando simplemente de copiar. Me di cuenta de que esto era mucho más convincente.
Lichtenstein

La pintura fue legada a la Galería Nacional de Arte de Washington después de la muerte de Lichtenstein en 1997, tras una promesa de 1990 en honor del 50 aniversario de la institución. Permanece en la colección de la galería, donde, desde noviembre de 2012, está en exposición permanente. Harold Rosenberg describió una vez la reelaboración de Lichtenstein de la fuente del cómic de la siguiente manera: «...la diferencia entre una tira cómica de Mickey Mouse y una pintura de Lichtenstein de la misma era la historia del arte, o el hecho de que Lichtenstein pinta con la idea del museo en mente».